# جوليان مورو
جوليان مورو (بالإنجليزية: Julian Morrow)‏ هو كاتب سيناريو أسترالي، ولد في 1975.

## وصلات خارجية
- جوليان مورو على موقع IMDb (الإنجليزية)
- جوليان مورو على موقع قاعدة بيانات الفيلم (الإنجليزية)